# アンティ・トゥイスク

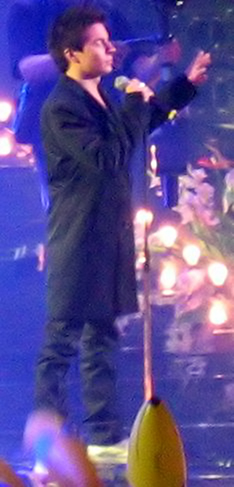
2006年9月14日撮影

アンティ・タパニ・トゥイスク（よりフィンランド語に近い表記ではアンッティ・タパニ・トゥイスク、フィンランド語: Antti Tapani Tuisku、1984年2月27日 - ）は、フィンランドの人気ポップ歌手。
2003年のフィンランド語版『ポップアイドル』に出場し、その時は3位に終わったが、早くも3人のなかで最も人気の高いアーティストとなった。ロヴァニエミ出身、ヘルシンキ在住。
アルバムを国内を中心に通算20万枚以上売り上げている。マドンナに憧れている。同じ日に2枚のアルバムをリリースした国内初のアーティストで、それらは一週目のヒットチャートで上位2位を独占した。

## ディスコグラフィ
括弧内は直訳

### アルバム
2004年
- Ensimmäinen（初めて、1位）
- Ensimmäinen Deluxe（初めてのぜいたく、3位）

2005年
- Antti Tuisku（1位）
- Minun jouluni（僕のクリスマス、3位）

2006年
- New York（1位）
- Rovaniemi（2位）

2009年
- Hengitän（僕は呼吸している、3位）

## シングル
2004年
- En halua tietää（知ってほしくない、1位）
- Yritä ymmärtää/Boom Boom（理解に努める/ブーンブーン、3位）
- Kahdestaan（二人きり、イェニ・ヴァルティアイネンと、ラジオプロモーション）

2005年
- Tyhjä huone（空室、1位）
- Läpi jään/Yksityinen（氷の中を/プライベート、プロモーション）
- Lämmin lumi peittää maan（大地を覆う暖かい雪、ラジオプロモーション）

2006年
- Sekaisin（無茶苦茶、2位）
- Valo（光、ラジオプロモーション）
- Levoton（せっかち、ラジオプロモーション）
- Tunturibiisi（荒野の歌、ラジオプロモーション）

2009年
- Juuret（ルーツ、ラジオプロモーション）
- Viilto（傷痕、ラジオプロモーション）
- En kiellä（否定しないよ、ラジオプロモーション）